# Konnor McClain
Konnor McClain (Las Vegas, 1º febbraio 2005) è una ginnasta statunitense,  membro della Nazionale di ginnastica artistica degli Stati Uniti dal 2018 e campionessa nazionale nel concorso individuale ed alla trave nel 2022.